# Grupo Radial Colombiano
El Grupo Radial Colombiano (GRC) fue un cadena de radio colombiana, fundada en 1979 por los hermanos Rodríguez Orejuela. Gilberto y Miguel, jefes del Cartel de Cali. La cadena se convirtió en una de las empresas periodísticas más importantes de Colombia, pese a su corta duración de apenas 10 años. 
En su apogeo, el GRC contaba con periodistas de fama nacional como Edgar Artunduaga, Carlos Lemos Simmonds, Oscar Rentería Jiménez, Virginia Vallejo, y jóvenes promesas del periodismo como Carlos Antonio Vélez y Poncho Rentería.
En 1984, los Rodríguez transfirieron sus acciones a periodistas y ejecutivos, después que se hicieran públicas sus actividades con el narcotráfico. La cadena fue vendida a la organización religiosa pentecostal Cruzada Estudiantil y Profesional de Colombia, que la refundó como Colmundo Radio el 20 de septiembre de 1989, y que sigue operando en la actualidad.

## Historia

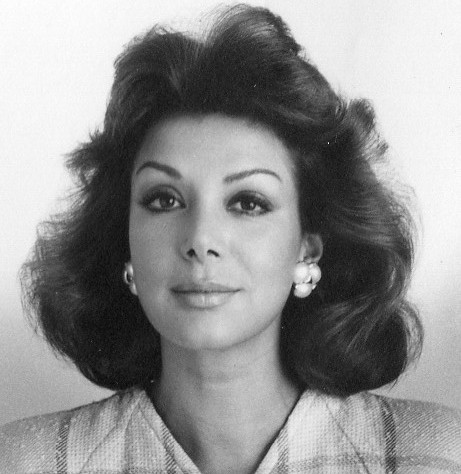
Virginia Vallejo, una de sus periodistas más conocidas, 1987.

El Grupo Radial Colombiano fue fundado en Cali, en 1979, por los hermanos Gilberto y Miguel Rodríguez Orejuela, miembros fundadores del Cartel de Cali, lo que los convirtió en personajes de gran riqueza y fama en la sociedad colombiana, pese a que en ese momento esa circunstancia era aún desconocida.
En su punto más alto la cadena era la tercera más importante de Colombia (después de Caracol Radio y Todelar), y contaba con 28 emisoras, de las cuales 12 eran propias, y de estas 10 eran AM y 2 FM A pesar de que los hermanos Rodríguez Orejuela eran narcotraficantes, la cadena no mostraba simpatía con el tráfico de cocaína ni con el tratado de extradición, pero tampoco era antiimperialista. La línea editorial no estaba permeada por el pensamiento ni los intereses de sus propietarios. Tampoco contaba con excesiva pauta publiscitaria, aunque en ella se transmitían comerciales de empresas asociadas con los Rodríguez Orejuela como Drogas La Rebaja.
Tenía en su nómina periodistas como Edgar Artunduaga (quien reveló el video del supuesto soborno del ministro Rodrigo Lara y el capo Evaristo Porras), Carlos Lemos Simmonds (político liberal de vieja data), Martha Montoya, Daladier Osorio, Oscar Rentería Jiménez, Virginia Vallejo, José Antonio Mantilla, Carlos Antonio Vélez (quien dirigía el popular espacio de La Guerrilla Deportiva), Aura Lucía Mera, Poncho Rentería, Marcos Jara, Socorro Ramírez, Constantino Arias, Fabio Restrepo y Milton Marino Mejía. 

### Caída y desmantelamiento

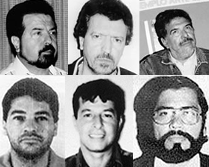
Los hermanos Rodríguez Orejuela y sus socios del Cartel.

En 1984, el gobierno de los Estados Unidos comenzó a perseguir las empresas lícitas de los hermanos Rodríguez Orejuela, quienes traspasaron la cadena al periodista y trabajador suyo, Alberto Giraldo López, quien había trabajado previamente para medios impresos propiedad de Laureano Gómez y Gilberto Alzate Avendaño, y era parte del "Gorilato" del presidente Guillermo León Valencia (y quien años después se haría famoso por el escándalo del Proceso 8.000).
Cuando se inició la guerra entre los carteles, Pablo Escobar y el Cartel de Medellín empezaron a perseguir a los periodistas de la cadena, a pesar de que algunos de ellos ya no trabajaban en ella, y migraron a RCN Radio, Todelar o Caracol tras hacerse públicas las actividades ilícitas de sus fundadores; el resultado fue la muerte de varios periodistas.  De acuerdo con declaraciones de sus extrabajadores, la cadena comenzó a impulsar la carrera política del senador Ernesto Samper a partir de 1981.

Logo de Colmundo Radio.

Finalmente, en julio de 1989, la cadena fue vendida por Giraldo al pastor Néstor Chamorro, quien el 20 de septiembre de ese año refundó la compañía como Colmundo Radio.

## Emisoras
- Radio Color - Cali
- Emisoras El Poblado - Medellín
- Radio Total - Bogotá, Medellín, Cali
- Radio 24 - Bogotá, Medellín, Cali, Cúcuta
- Radio Rumbos - Medellín
- Ondas del Mayo - Pasto
- Radio Guatapuri - Valledupar
- Radio Codazzi - Sincelejo
- Voz de Montería - Montería
- Radio Majagual - Sincelejo
- Radio Cinco - Villavicencio